# Tumeltsham
Tumeltsham ist eine Gemeinde in Oberösterreich im Bezirk Ried im Innkreis im Innviertel mit 1599 Einwohnern (Stand 1. Jänner 2024). Die Gemeinde liegt im Gerichtsbezirk Ried im Innkreis.

## Geografie
Der Ort Tumeltsham liegt auf 438 Meter Höhe im Innviertel an der Antiesen. Die Ausdehnung der Gemeinde beträgt von Nord nach Süd 3,9 Kilometer, von West nach Ost 4 Kilometer. Die Fläche umfasst neun Quadratkilometer. Davon werden mehr als zwei Drittel landwirtschaftlich genutzt, zehn Prozent sind bewaldet.

### Gemeindegliederung
Das Gemeindegebiet umfasst folgende Ortschaften (in Klammern Einwohnerzahl Stand 1. Jänner 2024):
- Aigen (157)
- Am Stadion (45)
- Eschlried (52)
- Fuchsleiten (4)
- Hannesgrub Nord (2)
- Hannesgrub Süd (2)
- Holnberg (35)
- Holzhäuseln (54)
- Lehen (24)
- Moosedt (34)
- Ottenbach (105)
- Pesenreith (32)
- Rabenberg (44)
- Schnalla (49)
- Schönfeld (83)
- Stöcklgras (37)
- Tumeltsham (777)
- Walchshausen (63)

### Nachbargemeinden
|                  | Andrichsfurt                                |               |
| Aurolzmünster    | Kompassrose, die auf Nachbargemeinden zeigt | Peterskirchen |
| Ried im Innkreis |                                             | Hohenzell     |

## Geschichte
Tumeltsham wurde 1122 als Sitz des Geschlechts der Tumuoltesheimer erstmals urkundlich erwähnt. Die Tumuoltesheimer unterstanden der Grafschaft Formbach.
Im 14. Jahrhundert wurde Tumeltsham eine Filiale der Pfarre Mehrnbach. Eine selbständige Pfarre wurde Tumeltsham 1814, aber 1829 wieder ein von Ried abhängiges Vikariat. Seit 1876 ist Tumeltsham eine eigenständige Pfarre.
Seit Gründung des Herzogtums Bayern war der Ort bis 1779 bayrisch und kam nach dem Frieden von Teschen mit dem Innviertel (damals Innbaiern) zum Erzherzogtum Österreich. Während der Napoleonischen Kriege wieder kurz bayrisch, gehört er seit 1816 (Vertrag von München) endgültig zu Österreich ob der Enns. 1891 wurde das Gemeindegebiet von Tumeltsham um die Ortschaft Eschlried vergrößert.
Nach dem Anschluss Österreichs an das Deutsche Reich am 13. März 1938 gehörte der Ort zum Gau Oberdonau. 1945 erfolgte die Wiederherstellung Oberösterreichs.

### Einwohnerentwicklung
1991 hatte die Gemeinde 1.145 Einwohner, 2001 dann 1.352 Einwohner. Bei leicht positiver Geburtenbilanz und starker Zuwanderung stieg die Bevölkerungszahl auf 1.515 Personen im Jahr 2011.

## Kultur und Sehenswürdigkeiten

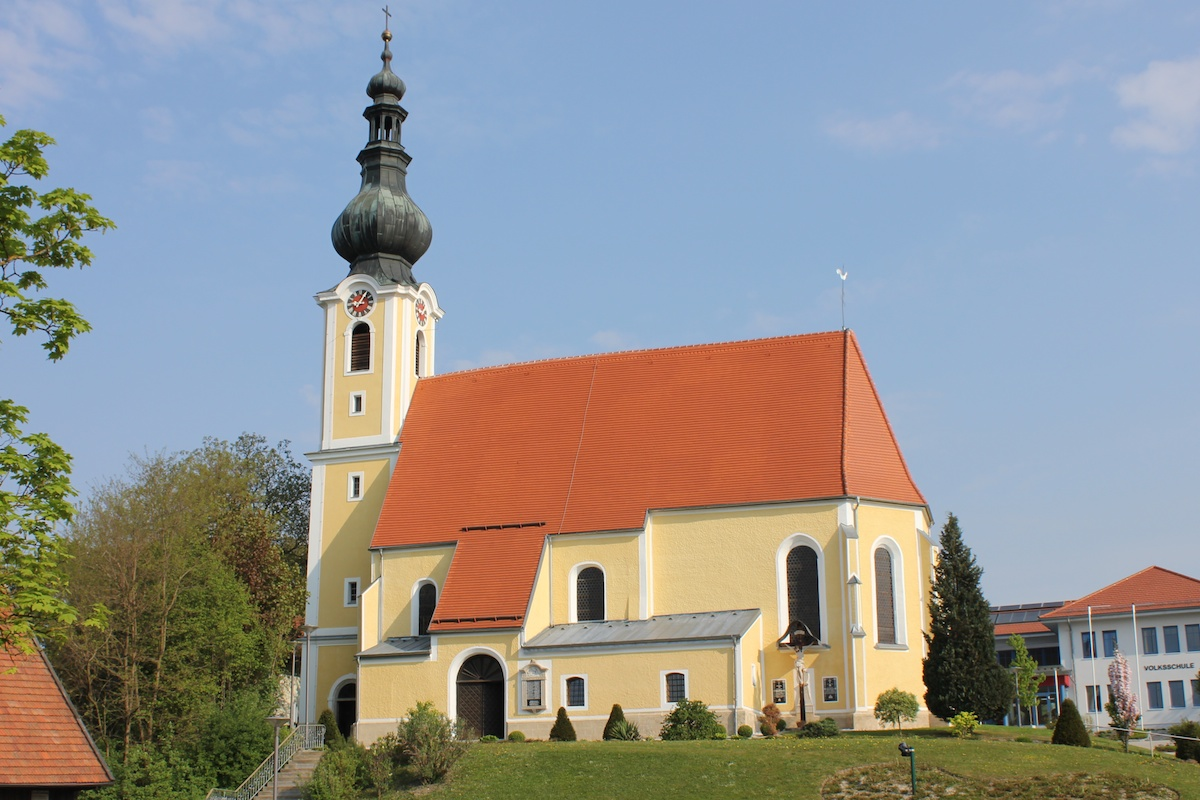
Pfarrkirche Tumeltsham

- Katholische Pfarrkirche Tumeltsham hl. Vitus

## Wirtschaft und Infrastruktur

### Wirtschaftssektoren
Von den dreißig landwirtschaftlichen Betrieben des Jahres 2010 wurden achtzehn im Haupt- und elf im Nebenerwerb geführt. Einer war ohne Fläche. Im Produktionssektor arbeiteten 235 Erwerbstätige in der Bauwirtschaft und 117 im Bereich Herstellung von Waren. Die größten Arbeitgeber im Dienstleistungssektor waren die Bereiche Handel (348), soziale und öffentliche Dienste (108) und Verkehr (92 Mitarbeiter).
| Wirtschaftssektor            | Anzahl Betriebe | Anzahl Betriebe | Erwerbstätige | Erwerbstätige |
| Wirtschaftssektor            | 2011            | 2001            | 2011          | 2001          |
| ---------------------------- | --------------- | --------------- | ------------- | ------------- |
| Land- und Forstwirtschaft 1) | 29              | 40              | 31            | 26            |
| Produktion                   | 26              | 24              | 364           | 322           |
| Dienstleistung               | 121             | 63              | 771           | 400           |

1) Betriebe mit Fläche in den Jahren 2010 und 1999
| Im Jahr 2011 lebten 807 Erwerbstätige in Tumeltsham. Davon arbeiteten 169 in der Gemeinde, fast achtzig Prozent pendelten aus. Von den umliegenden Gemeinden kamen rund 1000 Menschen zur Arbeit nach Tumeltsham. - Eisenbahn: Durch das Gemeindegebiet verläuft die Innkreisbahn. - Straße: Die Autobahnabfahrt „Ried im Innkreis“ der Innkreis Autobahn A8 verläuft durch Tumeltsham. | Hier fehlt eine Grafik, die leider im Moment aus technischen Gründen nicht angezeigt werden kann. Wir arbeiten daran! |

## Politik
Der Gemeinderat hat 19 Mitglieder.

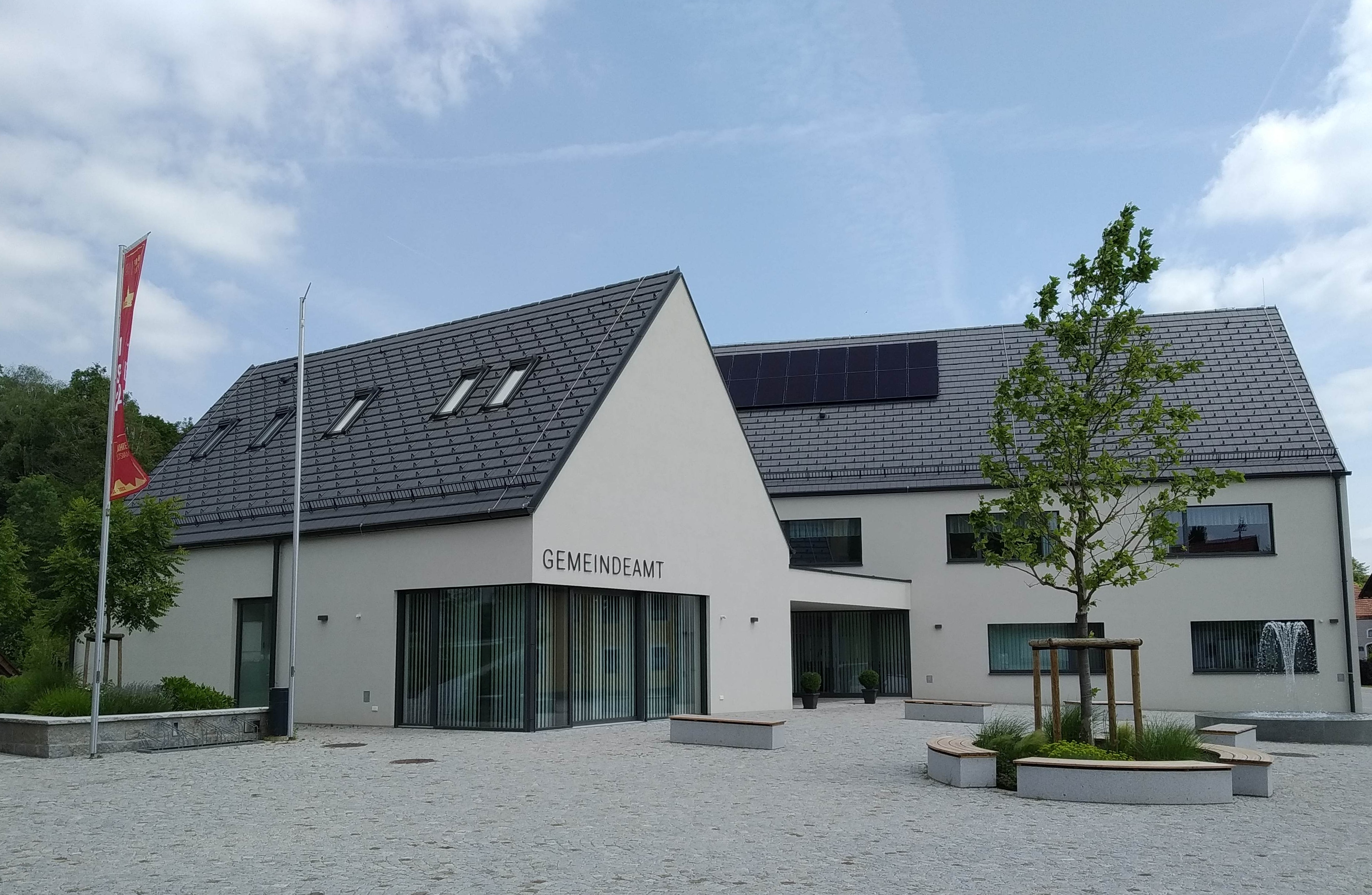
Gemeindeamt Tumeltsham

- Mit den Gemeinderats- und Bürgermeisterwahlen in Oberösterreich 1997 hatte der Gemeinderat folgende Verteilung: 10 ÖVP, 6 FPÖ, 2 SPÖ und 1 GRÜNE.
- Mit den Gemeinderats- und Bürgermeisterwahlen in Oberösterreich 2003 hatte der Gemeinderat folgende Verteilung: 11 ÖVP, 3 FPÖ, 3 GRÜNE und 2 SPÖ.
- Mit den Gemeinderats- und Bürgermeisterwahlen in Oberösterreich 2009 hatte der Gemeinderat folgende Verteilung: 11 ÖVP, 4 GRÜNE, 3 FPÖ und 1 SPÖ.
- Mit den Gemeinderats- und Bürgermeisterwahlen in Oberösterreich 2015 hatte der Gemeinderat folgende Verteilung: 10 ÖVP, 5 FPÖ, 3 GRÜNE und 1 SPÖ.
- Mit den Gemeinderats- und Bürgermeisterwahlen in Oberösterreich 2021 hat der Gemeinderat folgende Verteilung: 12 ÖVP, 4 FPÖ und 3 GRÜNE.[9][10]

| Partei | 2015    | 2015    | 2009  | 2009    | 2003  | 2003    | 1997  | 1997    |
| Partei | Prozent | Mandate | %     | Mandate | %     | Mandate | %     | Mandate |
| ------ | ------- | ------- | ----- | ------- | ----- | ------- | ----- | ------- |
| ÖVP    | 50,14   | 10      | 55,32 | 11      | 58,75 | 11      | 50,13 | 10      |
| SPÖ    | 6,65    | 1       | 6,43  | 1       | 10,37 | 2       | 10,75 | 2       |
| FPÖ    | 28,45   | 5       | 20,98 | 3       | 15,56 | 3       | 31,61 | 6       |
| GRÜNE  | 14,75   | 3       | 17,27 | 4       | 15,32 | 3       | 7,51  | 1       |

### Bürgermeister
Bürgermeister seit 1850 waren:
- 1850–1855 Josef Meingaßner
- 1855–1861 Josef Weilbold
- 1861–1864 Anton Dirrmair
- 1864–1867 Martin Weilhartner
- 1867–1870 Johann Schrems
- 1870–1873 Martin Schrems
- 1873–1883 Martin Angleitner
- 1883–1885 Johann Hinterholzer
- 1885–1894 Josef Zwingler
- 1894–1897 Johann Emprechtinger
- 1897–1903 Martin Angleitner
- 1903–1909 Johann Diermaier
- 1909–1912 Anton Diermaier
- 1912–1919 Johann Bachinger
- 1919–1924 Anton Diermayr
- 1924–1929 August Hinterholzer
- 1929–1938 Martin Albrecht
- 1938–1943 Josef Rottner
- 1943–1945 Josef Diermayr
- 1945–1949 Georg Angleitner
- 1949–1949 Felix Angleitner
- 1949–1961 Alois Dobler
- 1961–1970 Georg Rachbauer
- 1970–1990 Johann Poringer
- 1990–1997 Rudolf Schönauer
- 1997–2009 Martin Baumgartner (ÖVP)
- seit 2009 Erwin Diermayr (ÖVP)[16]

### Wappen
Blasonierung: „Geteilt; oben in Rot ein silberner, leicht aufgerichteter Greif, unten in Gold über roten Flammen ein blauer Kessel.“ Die Gemeindefarben sind Gelb-Rot.

## Persönlichkeiten

### Söhne und Töchter der Gemeinde
- Franz Burgstaller (1915–1999), Politiker (ÖVP) und Beamter
- Josef Weilhartner (1917–1995), Politiker (VDU/FPÖ) und Bürgermeisterstellvertreter der Stadt Salzburg (1956–1967)

### Mit der Gemeinde verbundene Persönlichkeiten
- Franz Meingaßner (* 1955), Musiker und Volksmusikforscher
- Monika Krautgartner (* 1961), Autorin und Illustratorin